# Hôtel Peyronetti
L’hôtel Peyronetti est un hôtel particulier situé 13 rue Aude à Aix-en-Provence, dans le département des Bouches-du-Rhône.

## Histoire
Cet hôtel particulier fut construit pour la famille Peyronetti vers 1562 par l'architecte Paul Lombard. La façade est remaniée par l'architecte Jean Lombard (vers 1580-1656) en 1620 en s'inspirant de la façade du château de La Tour-d'Aigues. À l'origine, l'hôtel n'avait qu'un seul étage. Un second étage a été ajouté au XIXe siècle.
Au XVIIIe siècle, l'immeuble passa aux Miollis, dont sont issus Mgr Bienvenu de Miollis (qui inspira notamment Victor Hugo pour le personnage de Mgr Bienvenu Myriel dans Les Misérables) ainsi que le général Sextius de Miollis, qui y est né le 18 septembre 1759.
Après la Révolution de 1830, il y fut créée une société politique du nom de « La Cougourde », car une courge avait été trouvée dans l'appartement où la société allait s'installer.
Ce bâtiment fait l’objet d’un classement au titre des monuments historiques depuis le 21 mars 1983.

## Architecture
La façade originelle fut remaniée en 1620 par l'architecte Jean Lombard, sur le modèle de celle du château de La Tour-d'Aigues construite en 1580.
La porte sculptée en noyer est entourée de bossages vermiculés. Son imposte est ornée de guirlandes sculptées aux quatre mufles de lion.
Les fenêtres du premier étage sont encadrées de pilastres doubles et les ferronneries des balcons datent du XVIIe siècle. Des bucranes ornent les frises du premier étage. Les fenêtres du premier étage ont été remplacées par des portes-fenêtres au XVIIIe siècle.
Le rez-de-chaussée est dit d'ordre toscan rustique et il fut fortement remanié entre les XVIe et XVIIIe siècles. Ses ouvertures s'agrémentent d'arcades surmontées de clés aux petits mascarons sculptés XIXe siècle. Les ouvertures correspondent à d'anciennes remises transformées en boutiques à présent. Ces ouvertures sont encadrées par des pilastres doriques à bucranes.
Des persiennes sont ajoutées au XIXe siècle.